# Istituto tecnico industriale statale Galileo Galilei
L'Istituto Tecnico Industriale - Liceo Scientifico Scienze Applicate Galileo Galilei è una scuola secondaria di secondo grado di Roma.
Fu istituito nel 1919 come istituto industriale ed è tra le più antiche scuole superiori di formazione tecnico-industriale della Capitale e d'Italia.
Si trova nel rione Esquilino, in via Conte Verde, 51; originariamente inteso per l'istruzione verso discipline artistiche, edili ed elettromeccaniche, con il tempo ha aggiunto o modificato specializzazioni e, attualmente, oltre ad avere alcune sezioni di liceo scientifico opzione scienze applicate, forma diplomati in elettronica, elettrotecnica, meccanica e costruzioni aeronautiche.

## Istruzione industriale a Roma prima del 1918
Nel 1917, in seguito alla ritirata di Caporetto, per disposizione del Comitato Regionale Veneto di mobilitazione Industriale, venne deciso il trasferimento temporaneo nella capitale dell'Istituto Industriale "Alessandro Rossi" di Vicenza.
A Roma l'Istituto "Rossi" riprese le lezioni regolari per i suoi studenti, profughi anch'essi, e per alcuni giovani romani, nei locali della Fondazione "Besso" in via di S. Basilio, sistemando le officine per le lavorazioni in baracche fornite dalle Forze Armate nel prato che a quel tempo era situato davanti al "Mercato delle Erbe" su via Bixio, dove ora sorgono la scuola elementare "Di Donato" ed edifici adibiti ad abitazione privata.

## La nascita
Un centinaio di giovani romani cominciarono a frequentare le lezioni dell'Istituto Industriale "Rossi", ma l'Istituto sarebbe ritornato a Vicenza nella propria sede non appena cessate le condizioni che ne avevano determinato il trasferimento.
Nel marzo 1918 il Comune di Roma deliberava di spostare a S. Paolo, nella sede dei Mercati Generali, il "Mercato delle Erbe" e di cedere all'Istituto da creare l'area di 16.170 m² da esso precedentemente occupata, compresa tra viale Manzoni, via Conte Verde, via Nino Bixio e via Emanuele Filiberto.
Dopo l'iniziativa del Comune, anche la Provincia e la Camera di Commercio di Roma deliberarono i rispettivi contributi.
Fu così che nel 1918 venne emanato il Decreto che istituiva a Roma L'Istituto Nazionale di Istruzione Professionale suddiviso nelle seguenti sezioni:
- per industrie artistiche
- per industrie edili
- per industrie elettromeccaniche

Tali sezioni erano organizzate come scuole professionali di terzo grado (medie superiori) per la preparazione della maestranza per funzioni direttive dell'industria.

## I primi consigli di amministrazione
Il primo Consiglio di Amministrazione fu costituito sotto la Presidenza di Guglielmo Marconi.
Compito del Consiglio era di studiare i problemi e le necessità dell'Istituto e di individuare le soluzioni e i metodi per affrontarle. Preparava inoltre i piani di lavoro e di spesa e di eventuali assunzioni di personale. Tale piano veniva vagliato da un apposito Consiglio Superiore costituito da esperti e portato all'approvazione del Ministero dell'Educazione Nazionale.
Le proposte redatte dal primo e anche dal secondo Consiglio di Amministrazione non soddisfecero il Consiglio Superiore dell'insegnamento industriale. Ma nel luglio 1919 l'Istituto Rossi tornava nella sua sede di Vicenza e i suoi alunni di Roma si videro in difficoltà.
Nel settembre il Ministero chiamò l'ingegner Andreoni che aveva già organizzato l'Istituto Industriale di Reggio Calabria con l'obiettivo di far funzionare immediatamente l'Istituto e fare un piano per la costruzione dell'edificio sull'area del Mercato delle erbe.

## La costruzione
Per la costruzione dell'edificio nel 1920 fu bandito dal Consiglio di Amministrazione un pubblico concorso che fu vinto dal progetto presentato dall'architetto Marcello Piacentini. Il preventivo era di 10.000.000 di lire, cui si doveva fare fronte con le somme disponibili presso il Banco di Napoli e con un mutuo da contrarre con la Cassa Depositi e Prestiti.
Si iniziarono a costruire i capannoni delle officine e dei laboratori. Nell'ottobre del 1922 erano già pronti ma, visti dall'esterno, con le loro tettoie tanto inclinate, erano antiestetici. Per nasconderli si ricorse al ripiego di sopraelevare le murature ai lati di viale Manzoni e di via Bixio, anche per costruire una parte delle aule che erano non meno urgenti.
Per esigenze di spazio dovute alla crescita dell'Istituto che annoverava 1.251 alunni nel 1924-25, ma anche per economia di spese fu modificato il progetto della facciata dell'Istituto su Via Conte Verde rendendolo meno monumentale ed aggiungendo un quarto piano.
Nel 1928 l'edificio non era ancora completato a causa delle difficoltà finanziarie. A questo punto subentrò alla sua guida l'Ing. Tomassetti, docente anche alla facoltà di Ingegneria di Roma, che incrementò la sezione edile, dotandola di un Laboratorio tecnologico per la prova dei materiali da costruzione e fece effettuare agli allievi le esercitazioni di cantiere mirate a completare le opere murarie dell'Istituto. Il reparto falegnameria fu impegnato ad approntare tutte le opere in legno necessarie alla ultimazione e all'arredamento dell'istituto.
L'inaugurazione ebbe luogo nel 1933. L'istituto fu intitolato a "Carlo Grella" (1906-1922), sedicenne, studente romano del neonato istituto tecnico, simpatizzante dei Fasci, che era stato assassinato da alcuni "Arditi del Popolo" il 20 ottobre 1922 con una revolverata alla schiena mentre camminava in via Conte Verde.
L'Istituto ospitò anche il Museo artistico-industriale di Roma.